# Општа мобилизација 1938. (Чехословачка)
Општа мобилизација била проглашена у Чехословачкој 23. септембра 1938. Радило се о наредбу чехословачких власти у заоштреној безбедносној ситуацији у земљи због побуна немачког становништва у Судетима (судетски Немци). После мобилизације је чехословачка армија била уведена у стање борбене готовости.
Због затегнуте ситуације у земљи су Чеси и Словаци очекивали проглашење мобилизације већ неколико дана. Када је мобилизација проглашена, велики број људи ју је поздравио, читав процес се одиграо веома брзо и без икаквих компликација. Први војници су одмах отишли у своје јединице после прогласа у радиу. Мобилизацију су медији огласили 23. септембра у 22 часова. Сутрадан је стигло 75% мобилизираних у своје трупе. Укупно је у војску отишло 1 250 000 мушкараца. Армија је имала на располагању 350 тенкова, 5000 хаубица и 950 борбених авиона. Војска чехословачке републике су била подељена у 4 армије (са штабовима у Кутној Хори, Кремници, Оломоуцу и Брну) и 31 дивизију.
Стање борбене готовости је приказано од стране нацистичке Немачке као припрема за агресију на Немачку или на немачку мањину у Чехословачкој. После Минхенског споразума, армија је била демобилизирана.